# Papirus 130
Papirus 130 (według numeracji Gregory-Aland), oznaczany symbolem {\displaystyle {\mathfrak {P}}^{130}} – grecki rękopis Nowego Testamentu pisany na papirusie, w formie kodeksu. Paleograficznie datowany jest na III lub IV wiek . Zawiera fragment Listu do Hebrajczyków. 

## Opis
Zachował się fragment jednej karty kodeksu. Fragment ma rozmiary 9,3 na 3,3 cm. Nieznane są oryginalne rozmiary kart. Tekst jest pisany jedną kolumną na stronę, 33 linijek tekstu w kolumnie .
Zachowany tekst zawiera następujące fragmenty Listu do Hebrajczyków 9,9-12.19-23 .

## Historia rękopisu
Papirus wciągnięty został na listę papirusowych rękopisów Nowego Testamentu prowadzonej przez Institut für neutestamentliche Textforschung (INTF). Skatalogowany został pod numerem 130 . Nie został uwzględniony w 28 wydaniu greckiego Nowego Testamentu Nestle-Alanda (NA28).
Rękopis przechowywany jest w Muzeum Biblii (MOTB.PAP.000401 P130.1) w Waszyngtonie .